# San Cristóbal Totonicapán
San Cristóbal Totonicapán – miejscowość na południowym zachodzie Gwatemali, w departamencie Totonicapán. Według danych statystycznych z 2012 roku liczba mieszkańców wynosiła 4353 osób. 
San Cristóbal Totonicapán leży około 14 km na północny zachód od stolicy departamentu – miasta Totonicapán, przy Drodze Panamerykańskiej. Miejscowość leży na wysokości 2 330 metrów nad poziomem morza, w górach Sierra Madre de Chiapas. W miejscowości znajdują się ciepłe źródła. Dawniej miejscowość nazywała się San Cristóbal Paxula lub Pachula, co znaczy w języku kicze miejsce gdzie jest woda lub rzeka. Miasto istniało już przed przybyciem Hiszpanów w XVI w.

## Gmina San Cristóbal Totonicapán
Miejscowość jest także siedzibą władz gminy o tej samej nazwie, która jest jedną z ośmiu gmin w departamencie. W 2010 roku gmina liczyła 38 032 mieszkańców. Gmina jak na warunki Gwatemali jest niewielka, a jej powierzchnia obejmuje 36 km². Mieszkańcy gminy utrzymują się głównie z uprawy roli i rzemiosła. 
Klimat gminy jest równikowy, według klasyfikacji Köppena należy do klimatów tropikalnych monsunowych (Am), z wyraźną porą deszczową występującą od maja do października.